# San Luis La Herradura
Pour les articles homonymes, voir San Luis.
San Luis La Herradura est une municipalité du département de La Paz au Salvador.

## Toponymie
Il était autrefois connu sous le nom de Puerto de Jaltepeque, puis, sur ordre du président Doroteo Vasconcelos en 1849, il a reçu le nom de Puerto de La Concordia. Lorsque le port a été abandonné en 1870, il a été converti en mines de sel, qui ont ensuite fait partie de l'Hacienda La Herradura.
En 1940, l'archevêque Luis Chávez y González baptise le canton San Luis La Herradura, avec Louis de Gonzague comme saint patron.

## Géographie
La municipalité a une superficie de 104,39 km². Le centre urbain est situé à une altitude de 1,5 m au-dessus du niveau de la mer.

### Localisation
La municipalité de San Luis La Herradura est située dans le département de La Paz, au sud-est de San Salvador, sur la bande côtière du pays.
Elle est bordée au nord par les municipalités de Santiago Nonualco et Zacatecoluca, au sud par l'océan Pacifique, à l'est par la municipalité de Tecoluca (département de San Vicente) et Zacatecoluca, à l'ouest par Santiago Nonualco et San Pedro Masahuat.

## Histoire
Jusqu'en 1846 et 1847, la jetée de La Horseshoe était connue sous le nom de port de Jaltepeque, mais en 1849, sur ordre du président de l'époque, Doroteo Vasconcelos, elle reçut le nom de port de La Concordia, qui serait utilisé pour le commerce national et international. En 1853, le port a été équipé d'entrepôts et de ressources humaines pour servir le commerce international, mais cela n'a pas duré longtemps, car à partir de 1870, le port a été complètement abandonné.
Après 1870, il a été converti en salines qui sont devenues par la suite une importante hacienda connue sous le nom de La Horseshoe.
Le 3 octobre 1904, alors que Pedro José Escalón était président, à la demande de la Junta de Fomento del Departamento de La Paz et conformément à l'article 25 de son règlement, le pouvoir exécutif a accepté d'approuver la création d'un distributeur de guides de sel pour les mines de sel de La Herradura, avec un salaire de 20 pesos par mois, et d'un inspecteur vigilant chargé de veiller à ce que le sel ne soit pas extrait sans le guide correspondant, dont le salaire était de 10 pesos par mois.
En 1904, l'hacienda La Herradura est devenue un canton de Zacatecoluca, dans le département de La Paz. En 1910, l'hacienda a été divisée en 29 parcelles pour un nombre égal de familles, qui ont fondé ce qui est aujourd'hui le village de San Luis La Herradura.
En 1934, les mines de sel ont été détruites par une forte tempête qui a inondé tout l'endroit et détruit les mines de sel. Le terrain a été érodé en trois points et est aujourd'hui connu sous le nom de bocana de la puntilla dans le canton d'El Zapote.
En 1940, Monseigneur Luis Chavez y Gonzalez, en visite pastorale, célèbre la première messe sous un bâton d'amate et baptise le canton San Luis la Horseshoe et lui confie la tutelle de son patron San Luis Gonzaga, en établissant également les fêtes patronales du 14 au 24 février. C'est en 1941 que le général Martinez, en tant que président de la république, ordonne le pavage de la route qui le relie à la côte.
La première promotrice des fêtes patronales et religieuses fut Mme María Cisneros, qui à son tour encouragea la construction du premier ermitage en 1943.
En 1952, le quai a été construit pour servir d'amarrage aux familles possédant des dériveurs et des bateaux, ainsi qu'aux petites coopératives de pêche artisanale, et en 1954-1955, les trois premières salles de classe de la première école de la commune ont été construites.
En 1960, le premier bureau de poste a été installé, un travail qui avait été effectué par Don Manuel Rodríguez Ramos de 1935 à 1959.
En 1967, l'électricité a été introduite.
En 1980, l'eau potable a été introduite.
En 1984, le canton de San Luis La Horseshoe est devenu la 262e municipalité par le décret législatif n° 243 qui l'a séparée de Zacatecoluca. Cela en fait la dernière municipalité du Salvador connue à ce jour, occupant la position n° 262 (Nombre de municipalités totales du Salvador).
Les cantons qui composent la municipalité sont :
Canton Cordoncillo, Canton San Rafael Tasajera, Canton San Pedro El Zapote, Canton San Antonio Los Blancos, Canton El Llano, Canton Las Anonas, Canton El Escobar, Canton San Sebastián El Chingo, Canton Guadalupe La Zorra, Canton La Calzada.
Président de la République : José Napoleón Duarte.
Le premier curé fut le frère Felipe de Jesús Gómez Hernández en 1972, qui prit les rênes de la construction de la première église. Il ne l'acheva pas pour des raisons de transfert à San Vicente, mais elle fut terminée par le père Mario Fernández Bornia en 1983, et baptisée par Monseigneur Óscar Barahona Castillo, en tant que paroisse de San Luis La Herradura.